# Igreja de Nossa Senhora da Esperança

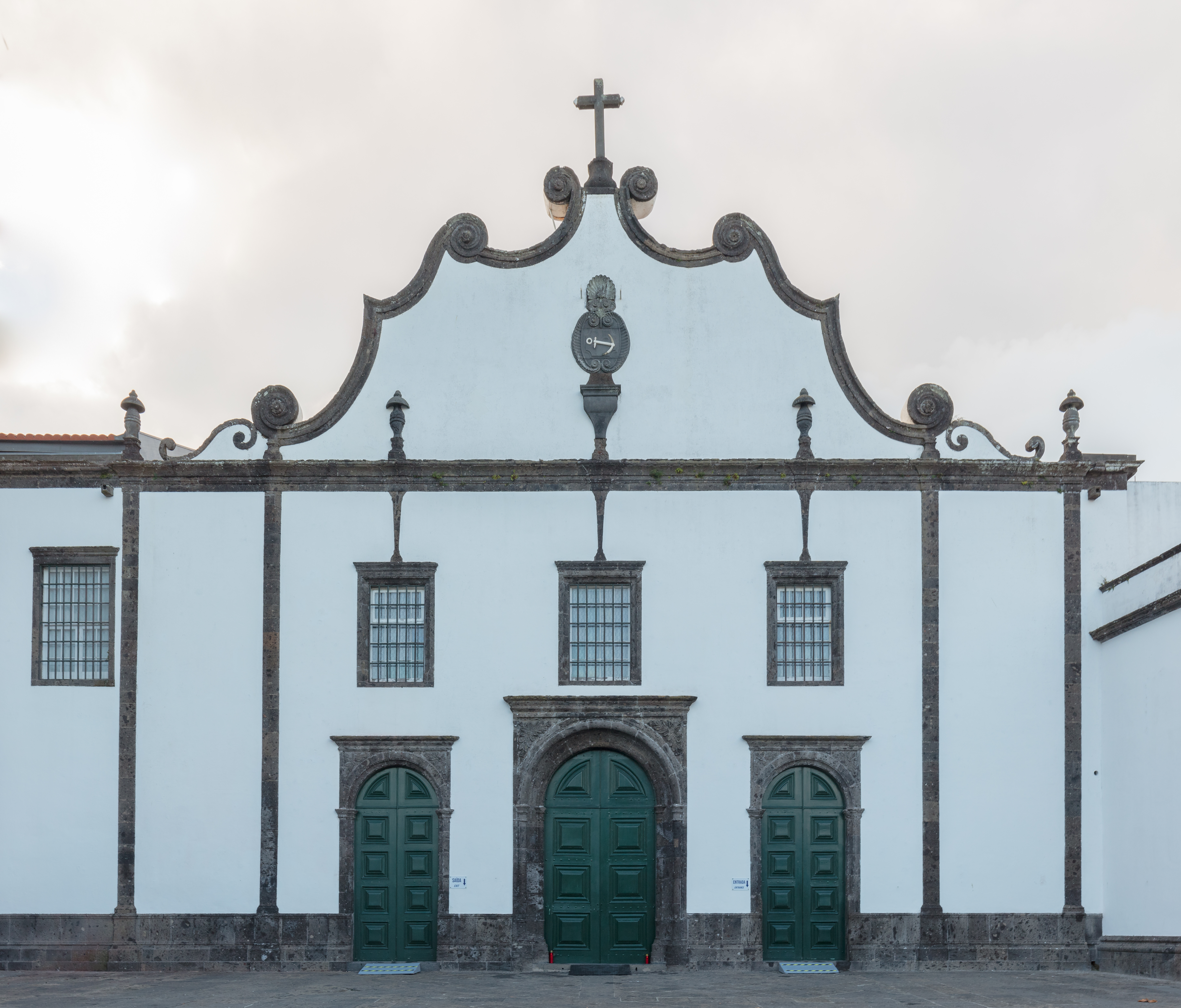
Visão exterior

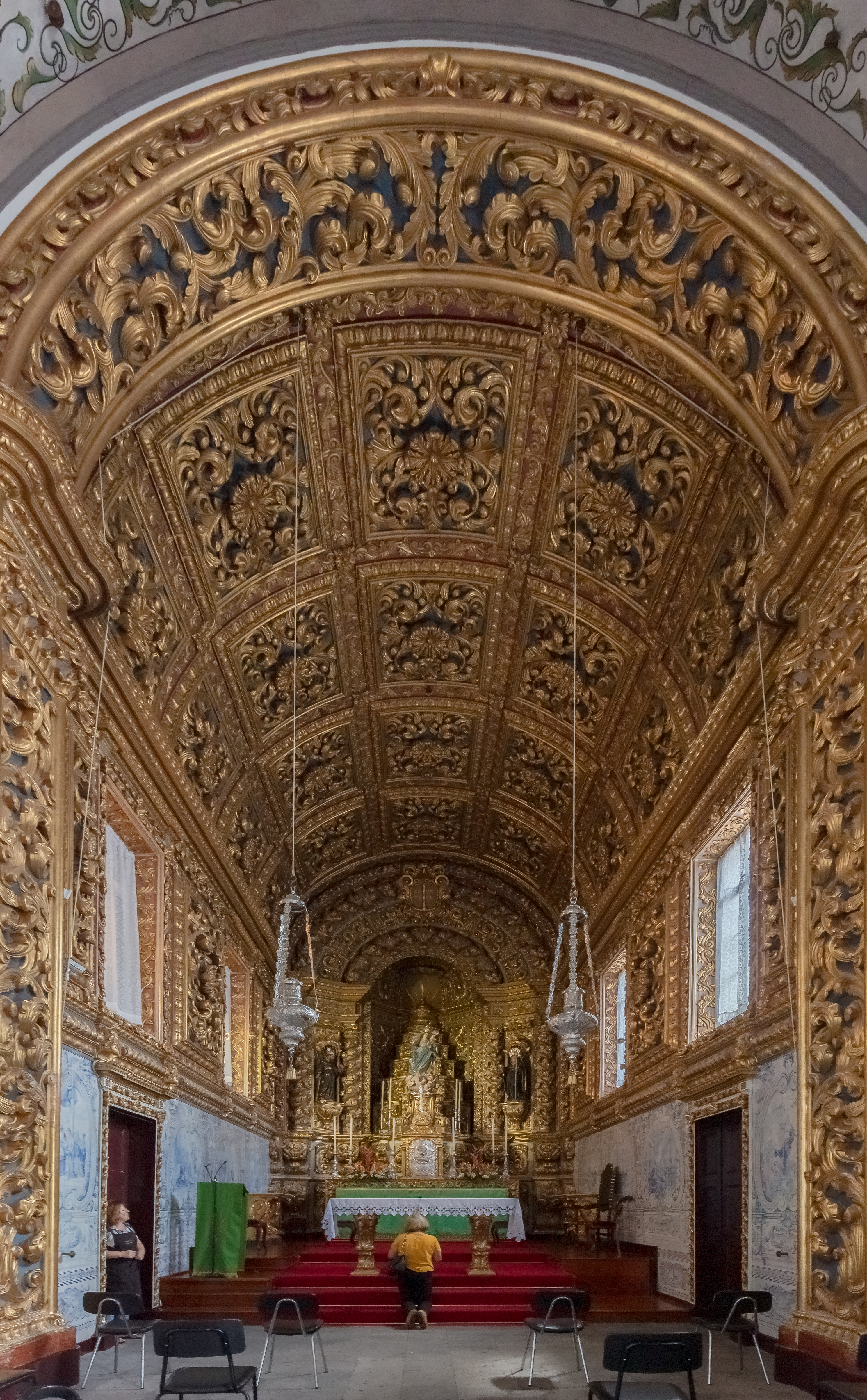
Igreja de Nossa Senhora da Esperança, Ponta Delgada: altar.

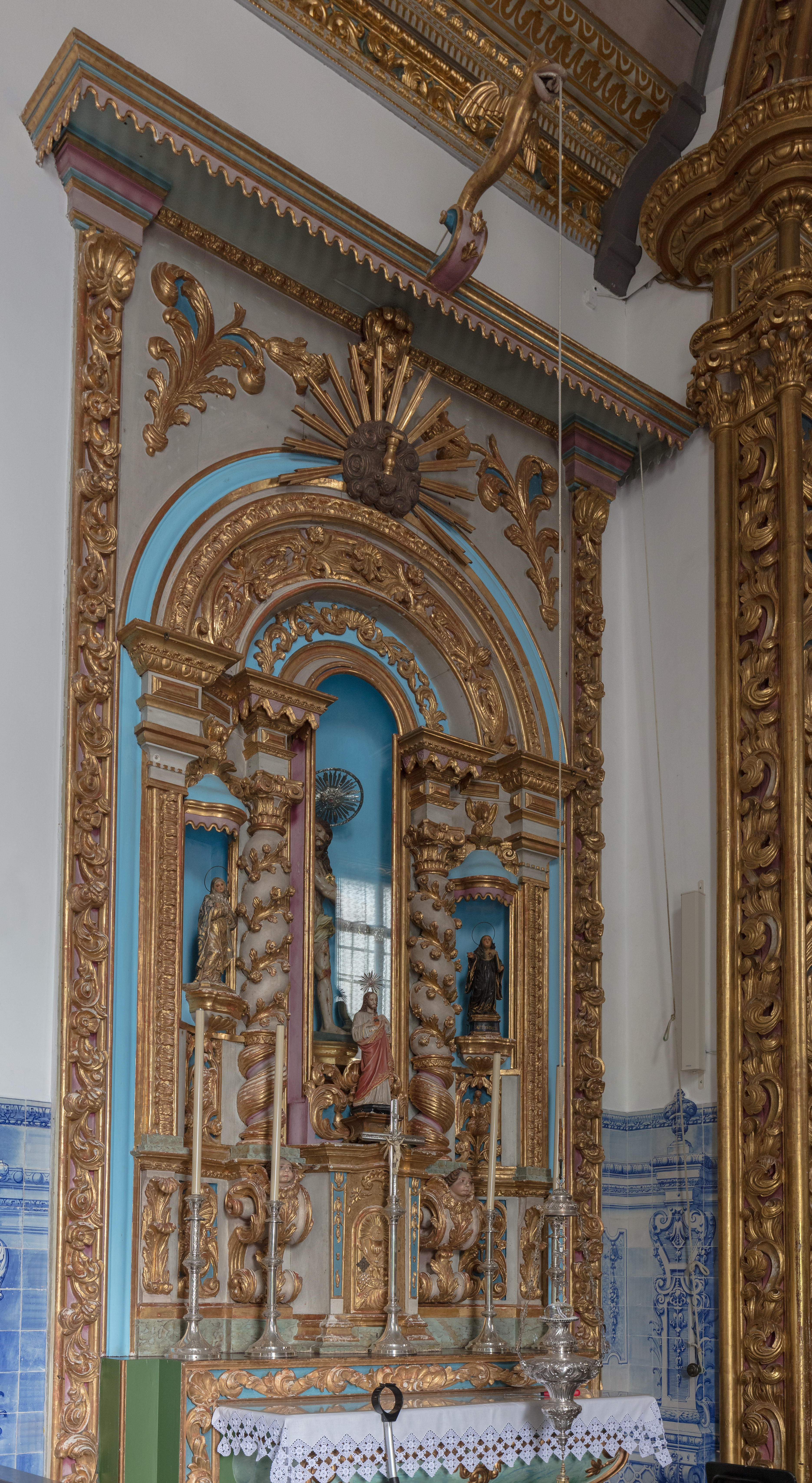
Altar lateral

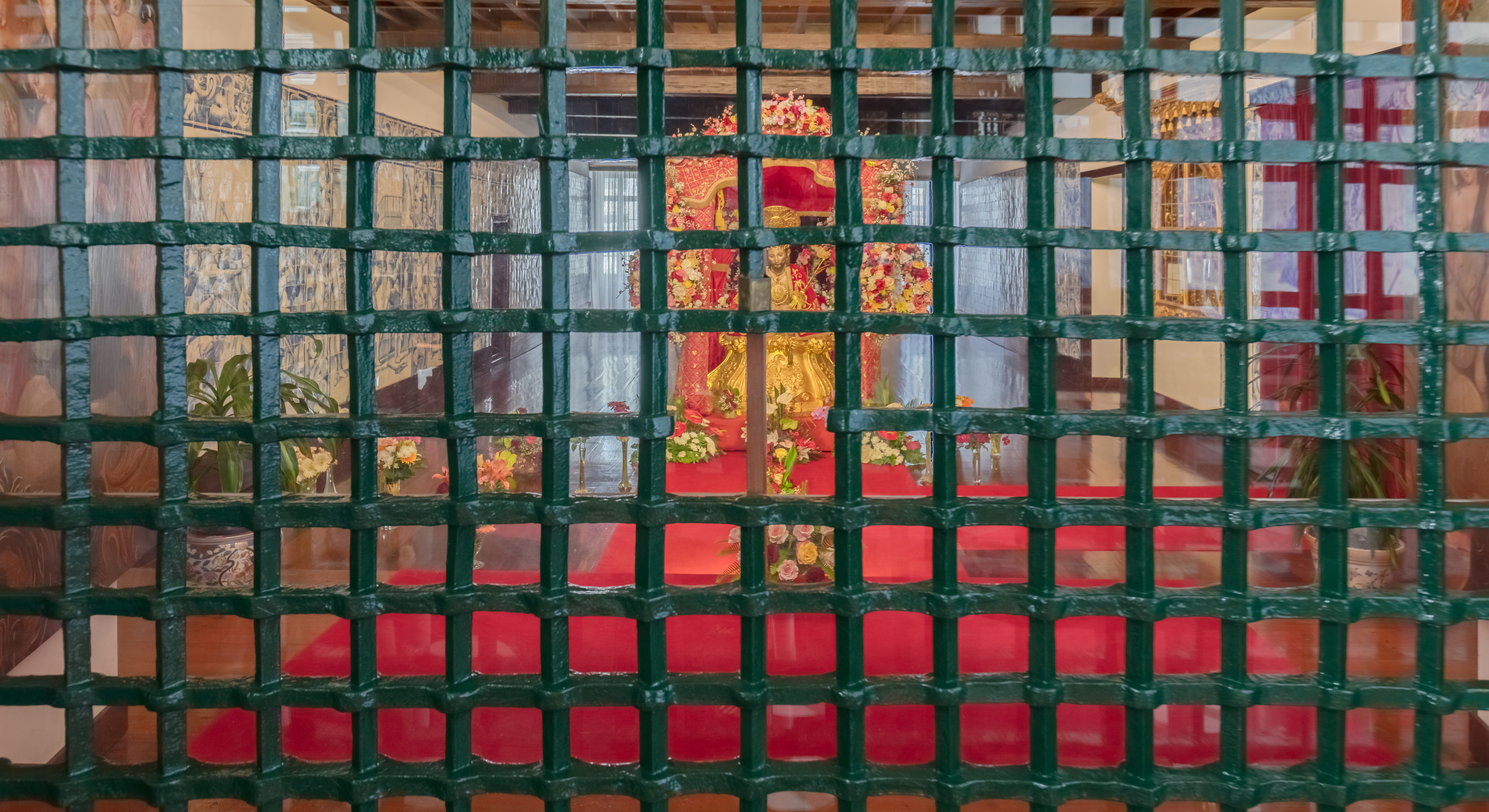
Imagem do Senhor Santo Cristo dos Milagres

A Igreja de Nossa Senhora da Esperança localiza-se no Campo de São Francisco, na freguesia de São José, cidade e concelho de Ponta Delgada, na ilha de São Miguel, na Região Autónoma dos Açores, em Portugal.

## História
A sua construção, bem como a do Convento de Nossa Senhora da Esperança a que pertence, foi iniciada antes de 1535 pelo seu fundador, o capitão donatário Rui Gonçalves da Câmara (o 2.º de nome), falecido em 20 de outubro daquele ano. Depois de suspensas por algum tempo, as obras prosseguiram por iniciativa da sua viúva, D. Filipa Coutinho.
Dentre os melhoramentos efetuados na passagem do século XVII para o XVIII, ao tempo da Venerável Madre Teresa da Anunciada, destacam-se os painéis de azulejos no coro-baixo, da autoria de António de Oliveira Bernardes, que já existiam em 1729, assim como a talha da capela do mesmo coro baixo, atribuída a Miguel Romeiro, artista que, em sonhos, a idealizou.
A decoração do teto da igreja, da primitiva talha da capela-mor e dos altares laterais, foi realizada em 1668 pelo pintor micaelense Manuel Pinheiro Moreira, irmão da Ordem Terceira de São Francisco de Ponta Delgada. Presentemente, toda a igreja encontra-se valorizada com recentes trabalhos artísticos que a tornam um dos mais belos templos da ilha.
Tornou-se num local de romarias e peregrinações por albergar a imagem do Senhor Santo Cristo dos Milagres.